# Indische Cricket-Nationalmannschaft in Sri Lanka in der Saison 1997
Die Tour der bangladeschischen Cricket-Nationalmannschaft nach Sri Lanka in der Saison 1997 fand vom 2. bis zum 24. August 1997 statt. Die internationale Cricket-Tour war Bestandteil der Internationalen Cricket-Saison 1997 und umfasste zwei Tests und drei ODIs. Sri Lanka gewann die Test-Serie 2–0 und die ODI-Serie 3–0.

## Vorgeschichte
Beide Mannschaften spielten zuvor beim Asia Cup 1997.
Das letzte Aufeinandertreffen der beiden Mannschaften bei einer Tour fand in der Saison 1993/94 in Indien statt.

## Stadien
Die folgenden Stadien wurden für die Tour als Austragungsort vorgesehen.
| Stadion                            | Stadt   | Kapazität | Spiele               |
| ---------------------------------- | ------- | --------- | -------------------- |
| R. Premadasa Stadium (RPS)         | Colombo | 35.000    | 1. Test; 1. & 2. ODI |
| Sinhalese Sports Club Ground (SSC) | Colombo | 10.000    | 2. Test; 3. ODI      |

## Kaderlisten
Die folgenden Kader wurden von den Mannschaften benannt.
| Test | Test | ODI | ODI |
| Sri Lanka | Indien | Sri Lanka | Indien |
| --- | --- | --- | --- |
| - Marvan Atapattu - Aravinda de Silva - Sajeewa de Silva - Sanath Jayasuriya - Mahela Jayawardene - Romesh Kaluwitharana - Roshan Mahanama - Muttiah Muralitharan - Ravindra Pushpakumara - Arjuna Ranatunga - Jayantha Silva - Chaminda Vaas | - Mohammad Azharuddin - Rajesh Chauhan - Rahul Dravid - Sourav Ganguly - Ajay Jadeja - Nilesh Kulkarni - Anil Kumble - Abey Kuruvilla - Debasis Mohanty - Nayan Mongia - Venkatesh Prasad - Navjot Sidhu - Sachin Tendulkar | - Marvan Atapattu - Upul Chandana - Aravinda de Silva - Lanka de Silva - Sajeewa de Silva - Kumar Dharmasena - Sanath Jayasuriya - Ruwan Kalpage - Dulip Liyanage - Roshan Mahanama - Muttiah Muralitharan - Arjuna Ranatunga - Hashan Tillakaratne - Chaminda Vaas | - Mohammad Azharuddin - Rajesh Chauhan - Rahul Dravid - Sourav Ganguly - Ajay Jadeja - Nilesh Kulkarni - Anil Kumble - Abey Kuruvilla - Nayan Mongia - Venkatesh Prasad - Robin Singh - Sachin Tendulkar |

## Tests

### Erster Test in Colombo
| 2. – 6. August Scorecard | Colombo (RPS) | Indien 537-8d (167.3) | – | Sri Lanka 952-6d (271) |
|                          |               | Remis                 |   |                        |

Der indische Bowler Nilesh Kulkarni war der 12. Bowler, der mit seinem ersten Test-Ball ein Wicket erzielte. Die sri-lankischen Batsman Sanath Jayasuriya und Roshan Mahanama waren die erste Partnership, die zwei Tage kein Wicket hinnehmen musste. Das Innings von Sri Lanka war das höchste Test-Innings das bis dahin erzielt werden konnte.

### Zweiter Test in Colombo
| 9. – 13. August Scorecard | Colombo (SSC) | Sri Lanka 332 (95.4) & 415-7d (98.4) | – | Indien 375 (141.1) & 281-5 (100) |
|                           |               | Remis                                |   |                                  |

## One-Day Internationals

### Erstes ODI in Colombo
| 17. August Scorecard | Colombo (RPS) | Sri Lanka 302-4 (50)         | – | Indien 300-7 (50) |
|                      |               | Sri Lanka gewinnt mit 2 Runs |   |                   |

### Zweites ODI in Colombo
| 20. August Scorecard | Colombo (RPS) | Indien 238 (49.3)               | – | Sri Lanka 241-3 (41.5) |
|                      |               | Sri Lanka gewinnt mit 7 Wickets |   |                        |

### Drittes ODI in Colombo
| 23. August Scorecard | Colombo (SSC) | Indien 291-9 (50) | – | Sri Lanka 132-6 (19/19) |
|                      |               | No Result         |   |                         |

| 24. August Scorecard | Colombo (SSC) | Sri Lanka 264 (49.4)         | – | Indien 255-8 (50) |
|                      |               | Sri Lanka gewinnt mit 9 Runs |   |                   |